# Barbus ansorgii
Barbus ansorgii là 1 loài cá thuộc lớp Cá vây tia nằm trong chi Barbus. Loài này được George Albert Boulenger phát hiện năm 1904.